# Stadthagen
Stadthagen est une ville allemande située en Basse-Saxe et chef-lieu dans l'arrondissement de Schaumburg.

## Géographie
Stadthagen est située entre Minden et Hanovre, au centre de l'arrondissement.

## Histoire
| Appartenances historiques Comté de Schaumbourg 1110-1647 Comté de Schaumbourg-Lippe 1647-1807 Principauté de Schaumbourg-Lippe 1807-1918 République de Weimar 1918-1933 Reich allemand 1933-1945 Allemagne occupée 1945-1949 Allemagne 1949-présent |

## Jumelages
- Tapolca (Hongrie)
- Eisenberg (Thuringe) (Allemagne)